# Distretto di Sidi Boubekeur
Il distretto di Sidi Boubekeur è un distretto della provincia di Saida, in Algeria.

## Comuni
Il distretto di Sidi Boubekeur comprende 4 comuni:
- Sidi Boubekeur
- Ouled Khaled
- Sidi Amar
- Hounet